# جیک گاسلینگ (بازیکن فوتبال)
جیک گاسلینگ (انگلیسی: Jake Gosling؛ زادهٔ ۱۱ اوت ۱۹۹۳) بازیکن فوتبال اهل بریتانیا است.
از باشگاه‌هایی که در آن بازی کرده‌است می‌توان به باشگاه فوتبال نیوپورت کانتی، باشگاه فوتبال اکستر سیتی، باشگاه فوتبال بریستول راورز، و باشگاه فوتبال گلاستر سیتی اشاره کرد.
وی همچنین در تیم ملی فوتبال جبل‌طارق بازی کرده‌است.